# St. Martin (Utzmemmingen)

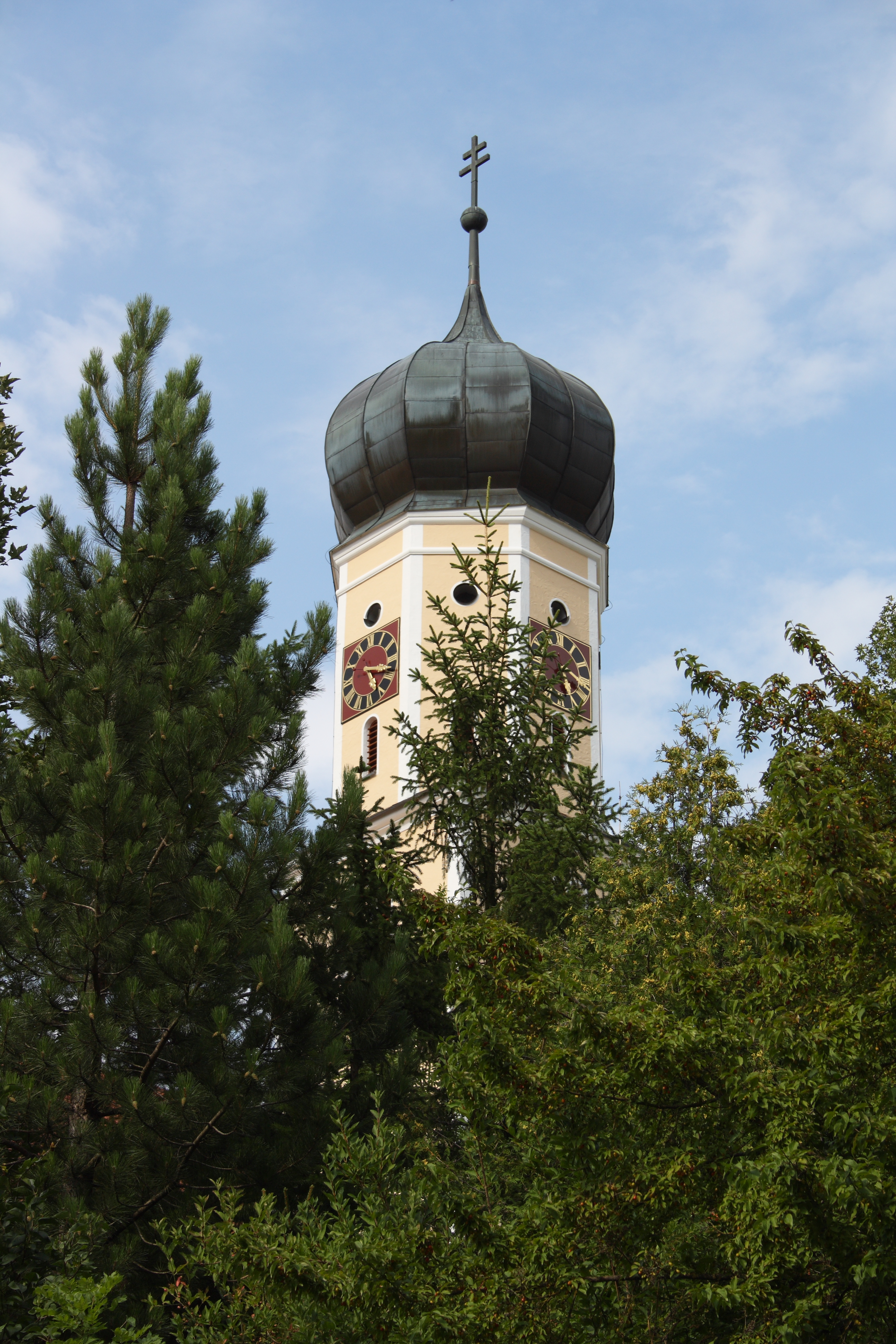
St. Martin in Utzmemmingen

Die römisch-katholische Pfarrkirche St. Martin ist ein geschütztes Kulturdenkmal nach dem Denkmalschutzgesetz. Sie steht in Utzmemmingen, einem Ortsteil von Riesbürg im Ostalbkreis in Baden-Württemberg. Die Kirchengemeinde gehört zum Dekanat Ostalb der Diözese Rottenburg-Stuttgart.

## Beschreibung
Die Saalkirche wurde 1729 nach einem Entwurf von Johann Balthasar Zimmermann erbaut. Sie besteht aus einem Langhaus, einem eingezogenen, dreiseitig geschlossenen Chor im Osten und einem Chorflankenturm auf quadratischem Grundriss an dessen Südwand. Er wurde später achteckig aufgestockt, um die Turmuhr und den Glockenstuhl unterzubringen, und mit einer Zwiebelhaube bedeckt. 
Die von Johann Michael Zink 1732/33 geschaffenen Fresken an der Decke des Langhauses, die mit Bandelwerk umrahmt sind, zeigen die Legende des heiligen Martin. Die Orgel wurde um 1913 als Opus 222 von der Freiburger Orgelbau Hartwig und Tilmann Späth errichtet.